# Bộ Các vấn đề về Ấn Độ

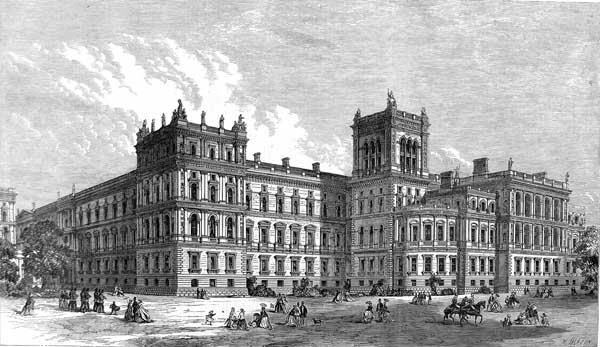
Western hay Công viên St. James cuối tòa nhà Văn phòng Đối ngoại và Thịnh vượng chung vào năm 1866. Sau đó là nơi đặt Văn phòng Ấn Độ, trong khi Văn phòng Thuộc địa được đặt cuối Whitehall

Văn phòng Ấn Độ (tiếng Anh: India Office) là cơ quan của Chính phủ Anh Quốc được thiết lập vào năm 1858, đặt trụ sở tại London, với chức năng giám sát việc thực thi các quyền quản lý và cai trị Ấn Độ thuộc Anh thông qua Phó vương kiêm Toàn quyền Ấn Độ và các cấp dưới của ông tại Tiểu lục địa Ấn Độ, cũng như một số thuộc địa khác như Yemen, Miến Điện thuộc Anh và các thuộc địa khác ở Ấn Độ Dương. Cơ quan này do Bộ trưởng Ấn Độ, một thành viên của Nội các Vương quốc Anh đứng đầu, trong đó Hội đồng Ấn Độ (Council of India) là cơ quan cố vấn chính thức cho vị Bộ trưởng này.
Sau khi Ấn Độ độc lập vào năm 1947, Văn phòng Ấn Độ đã bị đóng cửa. Trách nhiệm về quan hệ của Vương quốc Anh với quốc gia mới được chuyển giao cho Văn phòng Quan hệ Khối thịnh vượng chung (trước đây là Văn phòng Chủ quyền).